# Motor War Car
El Motor War Car fou inventat per Simms i fou el primer cotxe blindat construït. Va ser dissenyat per F.R. Simms i un sol prototipus va ser demanat per a construir en abril del 1899. Va tenir una tripulació de quatre. Motor War Car fou presentat a Crystal Palace, a Londres, en abril del 1902. Un altre cotxe blindat contemporani a aquest fou el francès Charron, Girardot et Voigt 1902, presentat al Salon de l'Automobile et du cicle a Brussel·les, el 8 de març de 1902.